# Protector USV

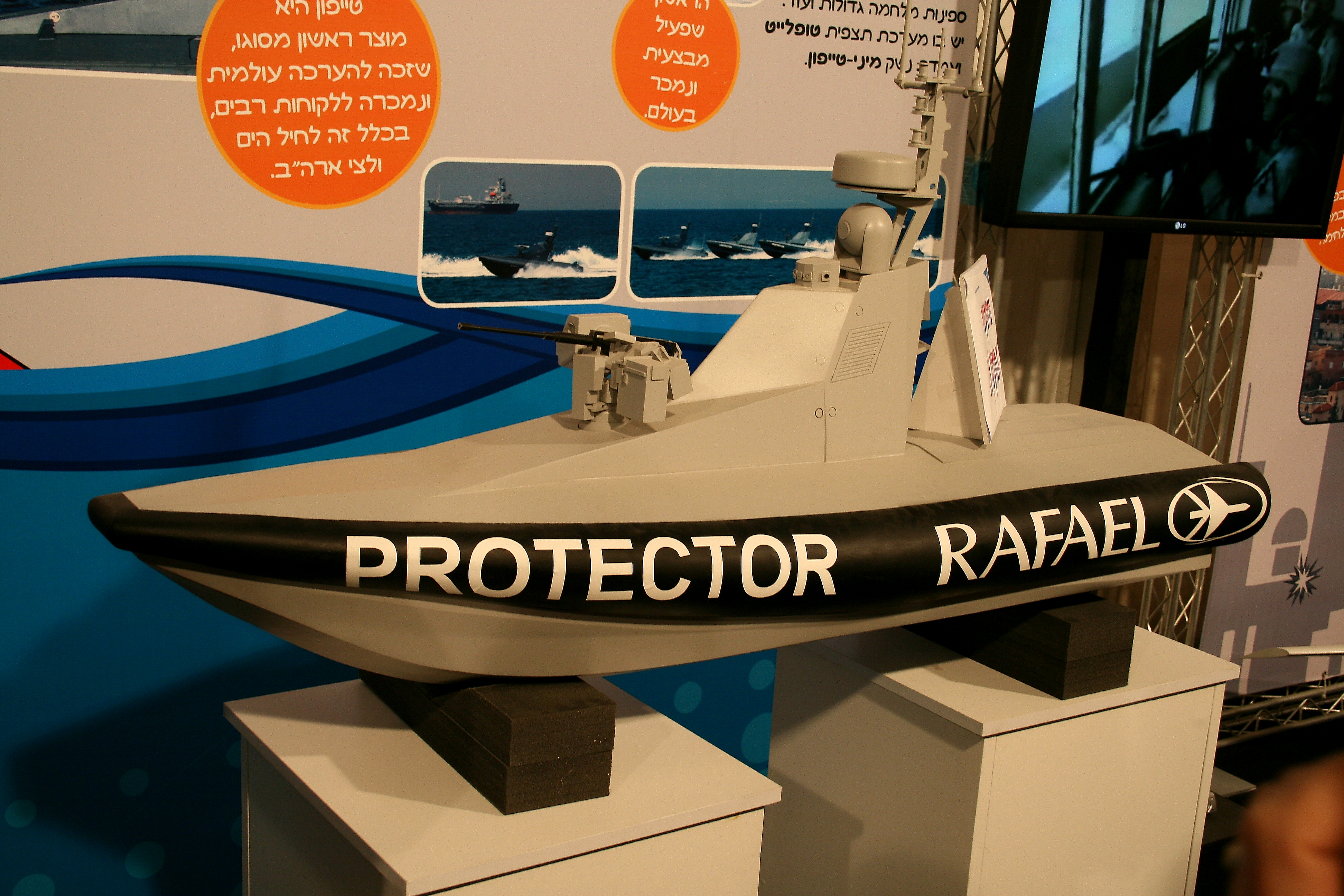
Maquette du Protector

Le Protecteur USV (en anglais : Unmanned Surface Vessel) est un drone de surface naval, un système de combat naval télécommandé capable de certaines actions sans intervention extérieure. Le système est développé au début des années 2000 par Rafael Advanced Defense Systems et Lockheed Martin.

## Descriptif
Basé sur bateau semi-rigide, le Protecteur est capable d’effectuer de manière autonome ou télécommandée un large spectre de missions sans mettre en danger le personnel le servant.
Il est principalement employé en mission garde-côtes, antiterroriste. Le Protecteur emporte à la fois les capteurs et son système d’armes.
Le radar de recherche et son électro-optique (EO), développés avec la collaboration de BAE, permettent la détection, l'identification et les opérations de ciblage et si nécessaire la mise à feu de l’arme embarquée.
Le système d'armes est basé sur le Rafael Typhoon (Poste de tir télécommandé et stabilisé), capable d'opérer diverses armes de petit calibre généralement une mitrailleuse de 7,62 mm. Grâce à ces éléments le poste de tir a une excellente probabilité de 'tire et touche'.
Les principaux avantages du Protecteur SUV :
- Très autonome, commandé à distance, furtif, très maniable
- Modules de mission reconfigurables

Il est capable de missions autonomes telles que départ et retour à la base, patrouille automatique…
Grâce à son moteur diesel à hydrojet, il peut atteindre une vitesse de 50 nœuds (92,6 km/h).

## Utilisateurs
- Israël - Marine israélienne
- Singapour - Marine de Singapour
- Mexique - Marine mexicaine